# Руссоспити
Руссоспи́ти (греч. Ρουσσοσπίτι) или Русоспитион (Ρουσσοσπίτιον) — деревня в Греции на острове Крит в 9 км юго-восточнее Ретимнона, на высоте 300 м. Входит в общину (дим) Ретимни в периферийной единице Ретимни в периферии Крит. Население 569 жителей по переписи 2011 года. Площадь местного сообщества 6,84 квадратного километра.
Название может происходить от греч. ρούσσο σπίτι, что возможно означает дом русской женщины.
В Руссоспити находятся дома венецианского периода и Церковь Панагия (XIV век).
Рядом c Руссоспити находится монастырь Святой Ирины.

## Население
| Год  | Население, человек |
| ---- | ------------------ |
| 1991 | 252                |
| 2001 | 379                |
| 2011 | ↗ 569              |